# ゴミムシダマシ科
ゴミムシダマシ科（ゴミムシダマシか、Tenebrionidae）は、コウチュウ目に含まれる分類群の一つ。成虫の知名度は高くないが、幼虫であるミールワームの知名度は高く、きわめて多様な種を含んだ大きな群である。

## 概要
ゴミムシダマシの名は、ゴミムシに似て異なるものの意であるが、実際にはあまり似ていない。ゴミムシ類と似ているのは、あまり外見的に目立ったところのない体型と、地味な黒っぽい体色くらいである。ゴミムシ類は捕食性の強い、素早く走る虫であるのに対して、ゴミムシダマシ類の多くは腐植や菌類などを食べる動きの遅い虫である。
ゴミムシダマシ科に含まれる種は、世界に16000種と言われ、この数はカミキリムシ科やコガネムシ科には及ばないものの、コメツキムシ科やタマムシ科よりかなり多い。ただし分類体系やその範囲には異説が多いようである。知名度の低さから、他から流用された名でない、固有の名を持つのはほとんどキマワリだけである。それ以外はゴミムシダマシに長ったらしい修飾がつくものの他に、さらに別の名前の流用でオサムシダマシ、ゴモクムシダマシ、マグソコガネダマシ、キクイムシモドキ、コクヌストモドキなどが並んでいる。
役に立つものは多くない。ミールワームのように餌として養殖されるもの、コクヌストモドキなどモデル生物として扱われる例はあるが、これらは貯蔵穀物等の害虫でもある。

## 特徴
外見は多様であるが、おおむねがっしりした甲虫である。触角は比較的単純な糸状や数珠状で、たまに先のふくらんでいる例もある。その基部の上に頭部の縁が伸びている。腹部の前の3節が互いに融合してしっかりと固まっている。また、歩脚のふ節（腿・すねのような長い節の先に続く小さな節と爪の続く部分）が前足と中足で5節、後足で4節になっている種が多いが、全て4節の種も存在する。
全体に地味とは言っても、様々な形と色のものがある。大きい方では日本ではオオユミアシゴミムシダマシは27mmになる。キノコゴミムシダマシの類はオオキノコムシ類のような黄色い斑点を持ち、またニジゴミムシダマシは黒っぽいながら、その表面に虹の輝きを表す。形の方ではテントウゴミムシダマシは半球形で本当にテントウムシのような姿を持っている。またクワガタゴミムシダマシやミツノゴミムシダマシの頭部や胸部にはしっかりした角がある。
幼虫の形も様々であるが、短い触角と、短い胸脚を持ち、背面は全体にキチン板に覆われる。キマワリやミールワームは円筒形をしているが、より幅広いものもあり、テントウゴミムシダマシの幼虫は成虫同様に半球形をしている。
外見からは雌雄の判別は不可能で解剖が必要であるが、大量の餌を食べた場合は首の後ろと生殖器が外に押し出されるため目視で判別できる。
砂漠では穴を掘って内部に餌を入れると容易に捕獲できる。

## 生育環境
多くは物陰に棲息する。腐植食や菌食のものが多く、あるいは植物食でも草や木の葉を食べるものではなく地衣類やコケなどを餌とするものが多い。そのため、そういうものが豊富な、たとえば朽ち木や枯れ木、地表、堆積物の下と言ったところに生育するものが多い。しかし海岸や砂漠に生息するものもあり、その生息環境の幅は広い。キリアツメゴミムシダマシはナミブ砂漠やサハラ砂漠に生息しており、霧が出る朝方に尻を上に上げることで体に付着した水分を口へ導いている。

## 利害
チャイロコメノゴミムシダマシを主とする数種の幼虫は飼育が簡単で扱いやすい大きさなどの点から肉食性小動物を飼育する際の生き餌として重宝され、ミールワームの名で広範囲で飼育されている。またキュウリュウゴミムシダマシの幼虫は九竜虫と呼ばれ、漢方薬のように使われたことがある。また、コクヌストモドキなどが個体群生態学の分野でモデル生物として重視された。
モーリタニアではサバクトビバッタ駆除のために散布した殺虫剤による環境汚染度を測定するモデル生物として利用されている。
貯蔵穀物などに発生するので、屋内害虫の面も持っている。特にガイマイゴミムシダマシ Alphitobius diaperinus は穀類や飼料を食害するほか、周囲の木材に穿孔する被害も出す。

## 分類
ごく縁の近い群にクチキムシ科 Alleculidae やハムシダマシ科 Lagriidae があり、たとえば現在の名でヒゲブトハムシダマシは、かつてはこの科に含めてヒゲブトゴミムシダマシと呼ばれていた。コブゴミムシダマシ科 Zopheriidae もゴミムシダマシ科に含めたことがある。逆にテントウゴミムシダマシの類を独立科とする説もある。
日本で22族90属305種、世界で約90族1400属16000種からなる。

### 日本の代表的なもの
以下に黒澤他編著(1985)から属を拾い上げる。
- Addia：マルツヤニジゴミムシダマシ
- Ainu：ホソヒゲナガキマワリ
- Alphytobius：ガイマイゴミムシダマシ・ヒメゴミムシダマシ
- Alphitophagus：フタオビツヤゴミムシダマシ
- Amarygmus：ニジマルキマワリ
- Archaeoglenes：キイロチビコクヌストモドキ
- Atathalomorpha：クワガタゴミムシダマシ
- Basanus：ヨツボシゴミムシダマシ
- Blaps：ヤマトオサムシダマシ
- Boletoxenus：コブスジツノゴミムシダマシ
- Bolitophagiella：マルカブトゴミムシダマシ
- Bolitonaeus：ヒメコブスジツノゴミムシダマシ
- Bolitophagus：ホソカブトゴミムシダマシ
- Bolitotrogus：オオダイマグソコガネダマシ
- Bradymerus：スジカブトゴミムシダマシ
- Byrsax：チビコブツノゴミムシダマシ
- Caedius：マルチビゴミムシダマシ
- Campsiomorpha：オオニシキキマワリモドキ
- Catapiestus：ヒメヒラタゴミムシダマシ
- Ceropria：ナガニジゴミムシダマシ
- Cneocnemis：アカアシヒメゴミムシダマシ
- Cryphaeus：ヒメツノゴミムシダマシ
- Derispia：クロホシテントウゴミムシダマシ
- Derosphaerus：アラメゴミムシダマシ
- Diachina：ヨツモンツヤゴミムシダマシ
- Diaperis：モンキゴミムシダマシ
- Dicraeosis：クビカクシゴミムシダマシ
- Diphyrrhynchus：ツヤスナゴミムシダマシ
- Elixota：コマルキマワリ
- Emypsara：ホネゴミムシダマシ
- Enchyalethus：ルリゴミムシダマシ
- Epiphaleria：クロズハマベゴミムシダマシ
- Eucrossoscelis：ヒョウタンキマワリ
- Eutochia：ヘリアカゴミムシダマシ
- Gnathocerus：オオツノコクヌストモドキ
- Gnesis：ズビロキマワリモドキ
- Gonocephalum：スナゴミムシダマシ
- Hemicera：オオニジゴミムシダマシ
- Hoplocephala：ムネアカツノゴミムシダマシ
- Hypophloeus：クロホソゴミムシダマシ
- Idisia：ハマヒョウタンゴミムシダマシ
- Ishnodactylus：ヒラタキノコゴミムシダマシ
- Laena：チビヒサゴゴミムシダマシ
- Latheticus：コゴメゴミムシダマシ
- Leiochrinus：テントウゴミムシダマシ
- Leiochrodes：クロテントウゴミムシダマシ
- Leptoscapha：オビモンホソゴミムシダマシ
- Lyphia：ホソヒメコクヌストモドキ
- Menephilus：ツヤホソゴミムシダマシ
- Menimus：アカチビゴミムシダマシ
- Mesomorphus：コガシラスナゴミムシダマシ
- Metaclisa：クロルリゴミムシダマシ
- Microcrypticus：オビマダラケシゴミムシダマシ
- Micropedinus：ホソハマベゴミムシダマシ
- Misolampidius：ヒサゴゴミムシダマシ
- Neatus：ゴミムシダマシ
- Nesocaedius：コマルチビゴミムシダマシ
- Oedomute：カラカネオオキマワリモドキ
- Palembus：キュウリュウチュウ（キュウリュウゴミムシダマシ）
- Palorus：ヒメコクヌストモドキ
- Parabolitophagus：カブトゴミムシダマシ
- Palamisolampidius：サツマヒサゴゴミムシダマシ
- Pedinus：ゴモクムシダマシ
- Pentaphyllus：ツノチビゴミムシダマシ
- Phaedis：オキナワカタビロキマワリモドキ
- Phelopatrum：オオマルスナゴミムシダマシ
- Phaleoromela：コホネゴミムシダマシ
- Plamius：ヒメキマワリモドキ*
- Platydema：クロキノコゴミムシダマシ
- Plesiophthalmus：キマワリ
- Rhipidandrus：キクイムシモドキ
- Phthora：ムネミゾヒラタゴミムシダマシ
- Promethis：ユミアシゴミムシダマシ
- Pseudonautes：ヒメニシキキマワリモドキ
- Scaphdema：ウスモンツヤゴミムシダマシ
- Schizomma：カラカネヒゲブトゴミムシダマシ
- Simalura：ルリツヤヒメキマワリモドキ
- Spiloscapha：コモンキノコゴミムシダマシ
- Stenophanes：ホソクビキマワリ
- Strongylium：クロナガキマワリ
- Tagalus：フトアラメヒラタゴミムシダマシ
- Tarpela：マルムネゴミムシダマシ
- Tenebrio：コメノゴミムシダマシ・チャイロコメノゴミムシダマシ
- Tetragonomenes：カラカネチビキマワリモドキ
- Tetraphyllus：ニジゴミムシダマシ
- Toxicum：ミツノゴミムシダマシ
- Trachyscelis：ニセマグソコガネダマシ
- Tribolium：コクヌストモドキ
- Uloma：エグリゴミムシダマシ